# Guerres de la Ridda
Les guerres de la Ridda (àrab: حروب الردة, ḥurūb ar-Ridda, ‘guerres d'Apostasia’) van ser una sèrie de campanyes militars musulmanes per sufocar la rebel·lió d'algunes tribus àrabs contra el califa Abu-Bakr as-Siddiq, que van tenir lloc en els anys 632 i 633, immediatament després de la mort de Mahoma. La posició dels rebels era que si bé s'havien sotmès a Mahoma en tant que profeta de Déu, no devien res a Abu-Bakr. Alguns rebels van seguir Tulayha, Mussàylima o Sajja, tots tres igualment pretesos profetes, però a la fi la majoria de tribus van ser derrotades i reintegrades a l'islam.

## Aspirants a profeta
Alhora que la fama de Mahoma s'estenia, tot acumulant poder i riqueses, van començar a sorgir per tot Aràbia persones que s'autoproclamaven «profetes». La història ha registrat els noms d'almenys quatre d'aquests profetes: al-Àswad al Iemen, Mussàylima a al-Yamama, Tulayha a Buzakha, i fins i tot una dona profetessa coneguda com a Sajah. Mussàylima, en especial, ja tenia un gran nombre de seguidors abans de l'Hègira (622). L'any 630 va escriure una carta a Mahoma que començava així: 
| « | De Mussàylima, el Missatger de Déu, a Mahoma, el Missatger de Déu | » |

A la carta, Mussàylima suggeria que els dos profetes es repartissin el territori d'Aràbia. Mahoma li va enviar una carta de rebuig que començava així:
| « | De Mahoma, el missatger de Déu, a Mussàylima, l'arximentider | » |

## Revolta d'apostasia
L'any 632, amb la mort de Mahoma, moltes de les tribus àrabs que li havien jurat obediència van començar a renunciar la seva conversió a l'islam i es van negar a pagar impostos al naixent estat islàmic. Els diversos aspirants a profetes també van aprofitar l'ocasió per a revoltar-se contra els musulmans. El sogre de Mahoma i califa en aquell moment, Abu-Bakr as-Siddiq va dirigir els fidels musulmans en una sèrie de campanyes per esclafar aquestes rebel·lions, començant amb la batalla de Dhu-l-Qassa, la més sagnant de les quals va ser la batalla d'Aqraba contra Mussàylima, que finalment va ser derrotat i mort el desembre del 632.

## Conseqüències
Amb la fi de les rebel·lions i amb una Aràbia unificada sota l'autoritat central del califa a Medina, Abu-Bakr as-Siddiq va decidir ampliar l'imperi. No són clares quines eren les seves intencions, si es tractava d'un pla d'expansió a gran escala o només volia fer atacs preventius per aconseguir més territori i crear una zona de separació entre l'Estat islàmic i els poderosos imperis Sassànida i Romà d'Orient. Nogensmenys, això va establir les bases per a la conquesta islàmica de Pèrsia, per començar: Khàlid ibn al-Walid va ser enviat amb un exèrcit de 18.000 voluntaris per a conquerir l'Iraq, la província més rica de l'Imperi Persa. Després de l'èxit d'aquesta empresa, Abu-Bakr as-Siddiq va enviar els seus exèrcits a envair la Síria romana, una de les províncies més importants de l'Imperi Romà d'Orient.